# انگورازوج
انگورازوج، روستایی از توابع بخش رودبار شهرستان شهرستان قزوین در استان قزوین ایران است.

## درباره روستا
نام اصلی این روستا در اصل آناگورکان یا به اصطلاح گورهای مادر بوده است که پیشینه این روستا و افراد محلی هم وجود یک جفت گور مادر در این روستا را تایید می کنند. بر اثر مرور زمان نام این روستا در تلفظ عامیانه تغییر یافته و به نام انگورازوج تغییر یافته است. قدمت روستا بر اساس سوابق تاریخی حدود 3 هزار سال می باشد. 

## جمعیت
این روستا در دهستان رودبار شهرستان قرار دارد و براساس سرشماری مرکز آمار ایران در سال ۱۳۸۵، جمعیت آن ۷۳ نفر (۲۵خانوار) بوده‌است. مردمان روستای انگورازوج به زبان تاتی صحبت می‌کنند.